# Vic Vidéo
Vic Vidéo dit essentiellement Vic est, avec Pol Pitron, l'ami inséparable de Yoko Tsuno, dans la série BD Yoko Tsuno.
Il est réalisateur à la télévision et l'introduction du personnage se passe dans un studio d'enregistrement. Il est de noter que son nom est le premier à être mentionné dans la série (avant celui de l'héroïne Yoko), d'abord envisagée comme personnage secondaire. « Pour Vic et Pol, Tillieux avait trouvé les compléments "Vidéo" et "Pitron" dans la tradition des séries humoristiques de Spirou, mais je n'emploie plus ces noms de famille, le prénom suffit à les définir. »
Il la rencontre pour la première fois dans le premier tome. Le trio est ensuite inséparable. Cependant, Vic est totalement absent des tomes 4, 19, et 23.
Vic Vidéo est plus raisonnable, plus modéré que Pol. Il tempère Yoko lorsqu'elle fonce tête baissée dans les aventures. Il est pilote d'hélicoptère, d'avion à hélices et de jet, avec Pol comme copilote en général.
Il y a parfois des moments plutôt intimes entre Vic et Yoko Tsuno... Sont-ils amoureux, ou simplement des amis très chers ? Roger Leloup explique dans les pages bonus du tome 20 qu'il « ne l'a pas engagé plus avant avec Yoko car beaucoup de lecteurs sont inconsciemment amoureux d'elle, et se sentiraient exclus ».
Par la suite, la relation entre Vic et Yoko est plus explicite, et visiblement d'ordre romantique.